# Космос-690
Космос-690, познат и под именом Бион-2, је један од преко 2400 совјетских вјештачких сателита лансираних у оквиру програма Космос.
Космос-690 је лансиран са космодрома Плесецк, СССР, 25. априла 1970. Ракета-носач Р-14 Чусоваја (рус. Чусовая) (8К65, НАТО ознака SS-5 Skean) са додатим степеном је поставила сателит у орбиту око планете Земље. Маса сателита при лансирању је износила 40 килограма. 
Космос-690 је био сателит за биолошко истраживање. Носио је албино штакоре (пацове). Совјетски, чешки и румунски истраживачи су давали дневне дозе гама-зрачења животињама, командом са Земље. Примарни задатак је био истраживање утицаја радијације на жива бића.
Послије спуштања на Земљу послије 20 дана, многи штакори су имали знатно погоршано здравствено стање. 